# Machin (Ontario)
Machin es un municipio canadiense situado en la provincia de Ontario.

## Superficie
Machin tiene una superficie de 290,14 km².

## Demografía
En 2021, tenía 1012 habitantes, una densidad poblacional de 3,5 hab./km², y 632 viviendas.